# Микулич Олена Володимирівна
Олена Володимирівна Микулич (нар. 21 лютого 1977; Мінськ, Білоруська РСР) — білоруська веслувальниця, бронзова призерка Олімпійських ігор 1996 року, чемпіонка світу. Заслужений майстер спорту Республіки Білорусь з академічного веслування.

## Біографія
Олена Микулич народилася 21 лютого 1977 року в місті Мінськ. Академічним веслуванням почала займатися з дитинства. Підготовку проходила на місцевій веслувальній базі.
Зуміла пробитися в національну збірну Білорусі. Взяла участь у молодіжному чемпіонаті світу 1995 року, де посіла п'яте місце в парних четвірках. Вдалі виступи спортсменки дали їй можливість представити Білорусь на Олімпійських іграх 1996 року, що проходили в Атланті. Микулич виступала у складі розпашного екіпажу-вісімки. Окрім неї, учасниками екіпажу були: Тамара Давиденко, Марина Знак, Наталія Волчек, Наталія Стасюк, Валентина Скрабатун, Наталія Лавриненко, Олександра Панкіна та рульова Ярослава Павлович. У фіналі цей екіпаж поступився збірним Румунії та Канади, ставши бронзовими призерами. За це досягнення спортсменка була нагородженна званням Заслуженого майстра спорту Республіки Білорусь.
У 1999 році в канадському місті Сент-Кетерінс стала чемпіонкою світу, здобувши перемогу в перегонах безрульних четвірок.
Після завершення спортивної кар'єри почала займатися чиновницькою діяльністю. В теперішній час вона займає посаду директора мінської спеціалізованої дитячо-юнацької школи олімпійського резерву з академічного веслування.

## Виступи на Олімпіадах
| Олімпіада    | Дисципліна | Місце |
| ------------ | ---------- | ----- |
| Атланта 1996 | вісімки    | 3     |